# تل پیر چراغ
تل پیر چراغ مربوط به سده‌های میانه دوران‌های تاریخی پس از اسلام است و در شهرستان ارسنجان، بخش مرکزی، دهستان خبریز، شمال قبرستان روستای خبریز واقع شده و این اثر در تاریخ ۲۸ شهریور ۱۳۸۶ با شمارهٔ ثبت ۱۹۷۱۶ به‌عنوان یکی از آثار ملی ایران به ثبت رسیده است.